# Грушова (річка)
Грушова — річка в Україні, у Великоновосілківському й Гуляйпільському районах Донецької та Запорізької областей. Права притока річки Солоної (басейн Дніпра).

## Опис
Довжина річки 24 км, похил річки 1,9 1,9 м/км, площа басейну водозбіру 125 км, найкоротша відстань між витоком і гирлом — 20,85  км, коефіцієнт звивистості річки — 1,15 . Формується декількома балками та загатами. На деяких ділянках річка пересихає.

## Розташування
Бере початок на західній стороні від села Старомайорське. Тече переважно на північний захід і на північній околиці села Охотниче впадає у річку Солону, праву притоку річки Янчул.

## Притоки
- Яр Крутий (права).

## Цікаві факти
- У XX столітті на річці існувало декілька водокачок, молочно-тваринна ферма (МТФ), декілька газголдерів та газових свердловин[4].  В балці Грушева розташовано пісчаний кар'єр. Біля впадіння Грушевої в річку Солона, в 50-х роках 20 століття було розташоване село Тернове.